# I Simpson e la filosofia
I Simpson e la filosofia (The Simpsons and Philosophy: The D'oh! of Homer) è una raccolta di saggi curata da William Irwin, Mark T. Conard and Aeon J. Skoble, ciascuno dei quali ha anche scritto uno dei diciotto saggi del libro. Essi, prendendo spunto dai personaggi e dagli episodi della sitcom animata I Simpson, trattano temi filosofici.
Il titolo originale del libro, The Simpsons and Philosophy: The D'oh! of Homer, è un riferimento all'opera filosofica cinese Tao Te Ching di Lao Tzu.
Esso è stato pubblicato dalla casa editrice Open Court quale secondo volume della serie dedicata alla cultura popolare e alla filosofia.
L'opera ha avuto un buon successo sia di critica che di pubblico, vendendo più di 203 000 copie (libro più venduto della serie) e venendo adottato come libro di testo in alcune università americane.

## Saggi
1. Homer e Aristotele (di Raja Halwani);
2. Lisa e l'antintellettualismo statunitense (di Aeon J. Skoble);
3. L'importanza di Maggie: il valore del silenzio tra Oriente e Occidente (di Eric Bronson);
4. La spinta morale di Marge (di Gerald J. Erion e Joseph A. Zeccardi);
5. Così parlò Bart: Nietzsche e la virtù della cattiveria (di Mark T. Conard)
6. I Simpson e l'allusione. "Il peggior saggio di tutti i tempi" (di William Irwin e J.R. Lombardo)
7. La parodia popolare: I Simpson e il film giallo (di Debora Knight)
8. I Simpson: l'iperironia e il significato della vita (di Carl Matheson);
9. I Simpson e la politica del sesso (di Dale E. Snow e James J. Snow);
10. Il mondo morale della famiglia Simpson: una prospettiva kantiana (di James Lawler);
11. I Simpson: la famiglia nucleare e la politica atomistica (di Paul A. Cantor);
12. L'ipocrisia di Springfield (di Jason Holt);
13. Gustando la cosiddetta "crema ghiacciata": Mr Burns, Satana, e la felicità (di Daniel Barwick);
14. Ned Flanders e l'amore verso il prossimo (di David Vessey);
15. La funzione della narrativa: il valore euristico di Homer (di Jennifer L. McMahon);
16. Un marxista (Karl, non Groucho) a Springfield (di James M. Wallace);
17. "E il resto si scrive da solo": Roland Barthes guarda I Simpson (di David L.G. Arnold);
18. Che cosa significa pensare secondo Bart (di Kelly Dean Jolly).

## Edizioni
- William Irwin, Mark T. Conard, Aeon J. Skoble (a cura di), I Simpson e la filosofia, traduzione di Pietro Adamo, Elisabetta Nifosi, ISBN Edizioni, 2005,  p. 336, ISBN 88-7638-031-0.
- William Irwin, Mark T. Conrad, Aeon J. Skoble, I Simpson e la filosofia, traduzione di Pietro Adamo, Elisabetta Nifosi, Blackie Edizioni, 2020,  p. 400.